# Dieter Buchberger
Dieter Buchberger (* 1958) ist ein deutscher Unternehmensberater, Professor und Politiker aus Memmingen.

## Leben
Buchberger besuchte zunächst in Kempten (Allgäu) das Gymnasium, anschließend folgte eine langjährige Berufstätigkeit in Augsburg. Zurzeit arbeitet er in Ulm und in Lindau. Er ist Professor an der Hochschule Ulm an der Fakultät Produktionstechnik und Produktionswirtschaft und Institutssprecher am Institut für Betriebsorganisation und Logistik. Er ist Mitglied im Stadtrat von Memmingen für die ÖDP, obwohl er parteilos ist. Er kandidierte für die Wahl des Oberbürgermeisters der Stadt Memmingen am 4. Juli 2010, bei der er 19,9 % der Stimmen erhielt und stimmenmäßig auf Platz zwei aller Kandidaten kam. Darüber hinaus kandidierte er für die ödp bei der Bezirkstagswahl von Schwaben im Jahr 2008.
Er ist verheiratet und hat drei Kinder und lebt im Memminger Stadtteil Dickenreishausen.

## Allgäu Airport
Buchberger ist Mitglied der Bürgerinitiative Bürger gegen und Fluglärm und verlangte auf einer Pressekonferenz in Benningen 2010, dass das Experiment Allgäu Airport abgebrochen werden sollte. Er befürchte ob eines sehr geringen operativen Gewinnes des Flughafens von 35.000 Euro und dem Rückzug von Air Berlin, eine Aufweichung des Nachtflugverbotes.